# S/2003 J 9
S/2003 J 9 é um satélite irregular retrógrado de Júpiter.

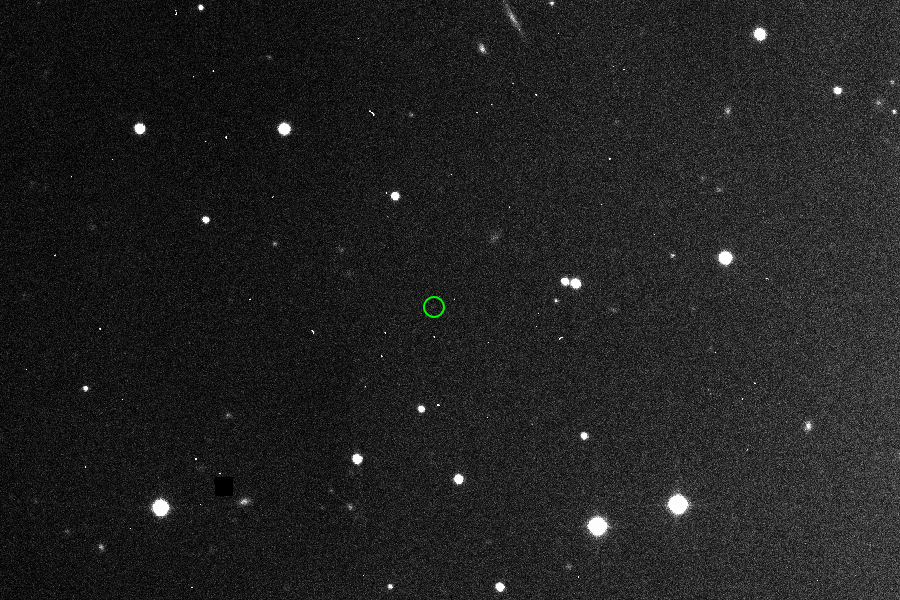
Imagem da descoberta de S/2003 J 9.

Foi descoberto em 2003 por um grupo de astrônomos da Universidade do Havaí comandado por Scott S. Sheppard.
A lua S/2003 J 9 possui cerca de 1 quilômetro de diâmetro, e orbita Júpiter a uma distância média de 23.858 Mm (megâmetros) em 752,839 dias, com uma inclinação de 165º em relação à eclíptica (162º em relação ao plano equatorial de Júpiter), em uma direção retrógrada de excentricidade orbital de 0,276.
O satélite Erinome pertence ao Grupo Carme, composto de luas irregulares retrógradas que orbitam Júpiter a uma distância que varia entre 23 e 24 Gm (gigâmetros) com uma inclinação em torno de 165º.